# Clara Grosch

Clara Wagner-Grosch um 1910.

Clara Marianne Sophie Leopoldine Dora Grosch (* 30. Mai 1863 in Karlsruhe; † 9. August 1932 in Locarno, Schweiz) war eine deutsch-schweizerische Kunstmalerin.

## Leben
Clara Grosch war die Tochter des Direktors der Großherzoglich Badischen Eisenbahn Ferdinand Grosch (1820–1895) und Cora Erdmann (1833–1902), einer Schwester des Genremalers Otto Erdmann. Sie besuchte die Schulen in Karlsruhe und Düsseldorf. Im Jahre 1902 heiratete sie den Kunstmaler Jakob Wagner. Als bekannte Kunstmalerin signierte sie ihre Bilder weiterhin als Clara Grosch.

## Wirken

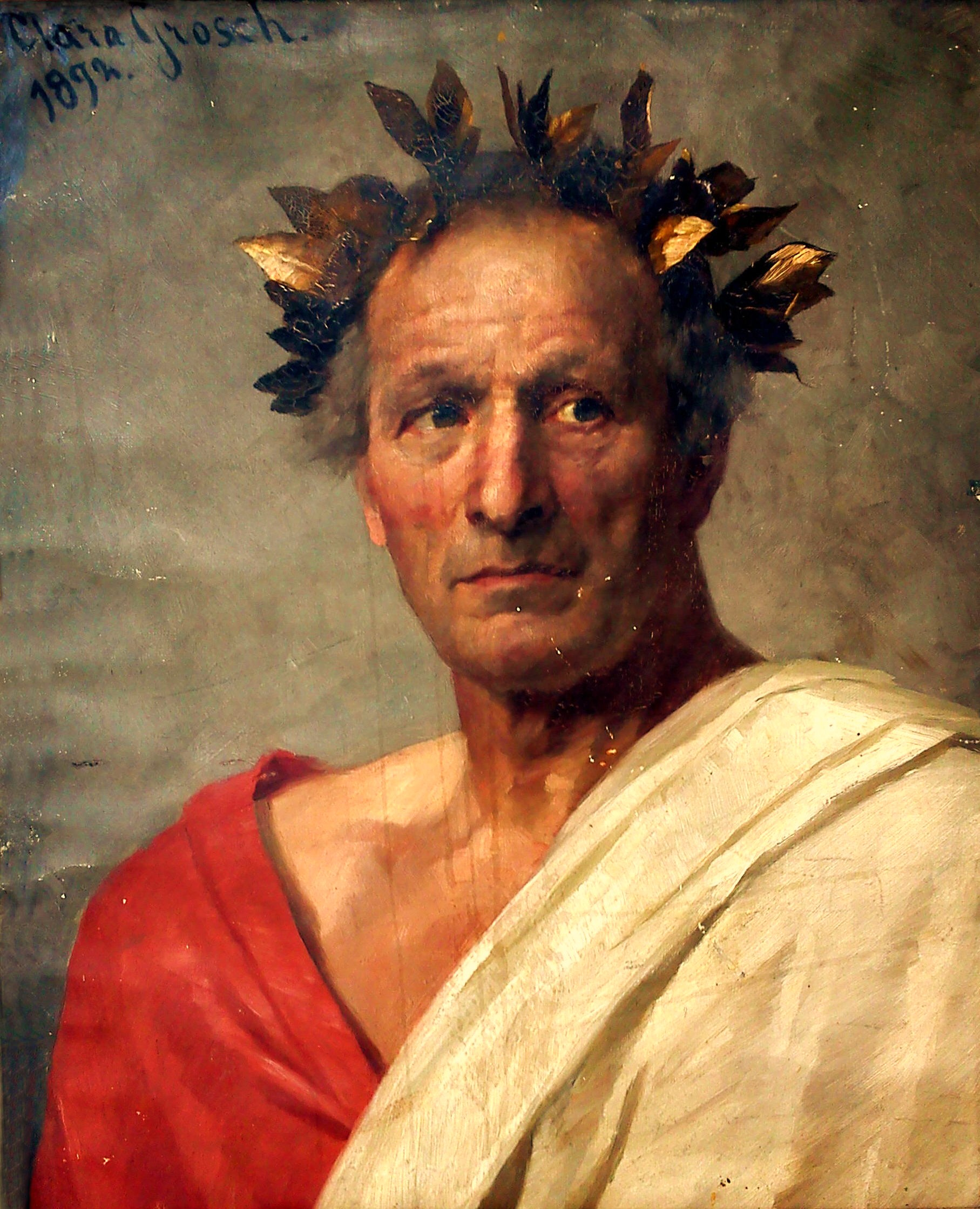
Porträt gemalt von Clara Grosch

Clara Wagner-Grosch ließ sich an der Großherzoglichen Malerinnenschule von Paul Borgmann in Karlsruhe, bei Roland Risse und Wilhelm Sohn in Düsseldorf, Karl Gussow in Berlin, Gustave Courtois (1853–1923) und Louis-Auguste Girardot in Paris zur Porträtistin ausbilden. Sie bekam viele Porträtaufträge von der hessischen Hofgesellschaft. Im Jahre 1900 lernte sie in Paris den aus dem Kanton Basel-Landschaft stammenden Landschaftsmaler Jakob Wagner (1861–1915) kennen und zog mit ihm 1902 nach Locarno in den Kanton Tessin, Schweiz. Für Porträtaufträge hielt sie sich viel in Deutschland und Schweden auf. Bilder von ihr gehen auch nach England und Russland. Sie feierte Ausstellungserfolge in Berlin und München. Ihren großen Ateliersaal stellte sie auch für Ausstellungen und Veranstaltungen zur Verfügung, so u. a. für Gemälde der Brüder Ernst Heinrich Graeser und Gusto Gräser vom Monte Verità. Im Sommer 2010 gab es eine Ausstellung ihrer Bilder und der ihres Mannes im Museo Comunale d’Arte Moderna Ascona.

## Ausstellungen
Im Laufe ihres Lebens war Clara Grosch mit ihren Werken an zahlreichen Ausstellungen im In- und Ausland vertreten. Schon 1888 nahm sie an der Berliner Akademie-Ausstellung teil, ab den 1890er-Jahren reihten sich Ausstellungen in der Düsseldorfer Galerie von Eduard Schulte der dortigen Kunsthalle (1901) an. Es folgten Ausstellungen im Münchner Glaspalast (1900) und dem Münchner Kunstverein (1902), der Darmstädter Mathildenhöhe (1901) und der Freien Vereinigung Darmstädter Künstler (1899), im Kunstverein Karlsruhe (1896, 1908) sowie im Württembergischen Kunstverein in Stuttgart (1906).
In der Schweiz stellte Clara Grosch ihre Werke vor allem in ihrem eigenen Atelier in Locarno aus, nahm aber auch an Ausstellungen in öffentlichen Institutionen teil, wie beispielsweise in der Kunsthalle Basel (1902, 1904, 1905, 1916) und im Kunsthaus Zürich (1903, 1916).

## Porträts bekannter Persönlichkeiten (Auswahl)
- Eduard von Mayer, deutsch-ukrainischer Theaterkritiker und Kunsthistoriker[2]
- Elisabeth von Hessen-Darmstadt, Tochter von Ernst Ludwig von Hessen und bei Rhein und Victoria Melita von Sachsen-Coburg und Gotha
- Victoria Melita von Sachsen-Coburg und Gotha[3]
- Jakob Wagner (1910), Schweizer Maler
- Waldemar von Preußen (1889–1945) Prinz Waldemar von Preußen
- Eduard Scharrer (1910), deutscher Unternehmer und Förderer der NSDAP[4]
- Elisàr von Kupffer, Künstler, Anthologe, Dichter, Übersetzer und Bühnenschriftsteller
- Josy Geser-Rohner, Schweizer Unternehmerin[5]
- Albert Geser, Schweizer Politiker und Unternehmer
- Francesco und Bianca Balli, Schweizer Nationalrat[6]
- Ettore Balli, Artz, Chirurg und Kurarzt von Locarno und seine Frau Céline Nessi[7]
- Friedrich Nydegger (1925), Schweizer Kartonagen-Fabrikant aus Altstätten, St. Gallen
- Freifrau Sophie von Heyl
- Fernnd Kayenbühl (Schweizer Mediziner)
- Fritz Müller-Partenkirchen, deutscher Schriftsteller
- Anna Fischer-Dückelmann, österreich-ungarische Lebensreformerin, Ärztin und Autorin[8]
- Valeska Bethusy-Huc, deutsche Schriftstellerin
- Otto Erdmann, Maler der Düsseldorfer Malerschule
- Gustav Gräser, deutsch-österreichischer Künstler und Aussteiger
- Hans Drinneberg, Glasmaler und Kunstsammler in Karlsruhe
- Heinrich Federer, Schweizer Schriftsteller und katholischer Priester[9]
- Heinrich Vierordt, deutscher Schriftsteller und Heimatdichter
- Otto Schmeil, deutscher Biologe, Pädagoge und Autor[10]